# Rəşad Məmmədov
Rəşad Məmmədov (ur. 22 grudnia 2001) – azerski zapaśnik walczący w stylu klasycznym. Srebrny medalista mistrzostw Europy w 2024.
Drugi na MŚ U-23 w 2024. Trzeci na ME U-23 w 2024 roku.